# 洛心
洛心，台灣網路小說作家，國中求學階段移民加拿大，高中時期開始在網路上創作。成名作《小雛菊》於2004年改編為台灣紅極一時的偶像劇《鬥魚》，也順帶捧紅了主唱該劇片尾曲《Lydia》的F.I.R. 飛兒樂團。翻拍自《小雛菊》的《鬥魚 (電影)》於2018年8月17日電影版首映。

## 出版作品

### 長篇作品
2003年，小雛菊，商周出版，ISBN 9861240918

2004年，夏飄雪，商周出版，ISBN 9861241582

2005年，人之初，商周出版，ISBN 986124431X

2017年，蜃棄樓，時報文化，ISBN 9789571370521

2018年，人之初，（再版），時報文化，ISBN 9789571372426

2018年，小雛菊：鬥魚系列原著，（再版），尖端，ISBN 9789571082899

### 短篇作品
2003年，阿杜，收錄於《愛情主題館－說再見的那一天》，商周出版：80-132頁，ISBN 9867747259

2004年，西元開始，我將娶你，收錄於《愛情主題館－唱首情歌給誰聽》，商周出版：55-89頁，ISBN 9861241965

2004年，不見、不散，收錄於《愛情主題館－尋找我的戀愛盒子》，商周出版：22-48頁，ISBN 9861241183　

2005年，蝴蝶，收錄於《愛情主題館－重逢的片刻》，商周出版：156-180頁，ISBN 9861243364

### 電視小說改編
2004年，鬥魚電視小說，商周出版，ISBN 9861241191

2005年，鬥魚II電視小說，商周出版，ISBN 9861242740

2018年，高塔公主，水靈文創，ISBN 9789869596381

## 外部連結
- 洛心的blog （页面存档备份，存于）
- 洛心的IG
- 還記得當年紅極一時的偶像劇＂鬥魚＂嗎？ （页面存档备份，存于）